# Jari Silomäki
Jari Silomäki (Parkano, 1975. –) finn fotográfus, Helsinkiben él és dolgozik.
Sorozatmunkákat készít, melynek legnagyobb darabja a folyamatban lévő ’My weather diary’ (Időjárásnaplóm) projekt, mely 2001-ben indult azzal az elhatározással, hogy év minden napján készít egy képet. Az alkotó a fotókat egy-egy fontos személyes vagy politikai eseményhez kapcsolja. A helyszín változó, többek között Finnország, Németország és Magyarország is, szűkebben Budapest, Keleti pályaudvar és a Gellért-hegy.
Korai munkái közé tartozik a fotósorozat, melyet nagyanyjáról készített nagyapja halála utána (She cannot wear red - 1997).